# Били Коноли
Сер Вилијам „Били“ Коноли (енгл. William "Billy" Connolly; 24. новембра 1942), шкотски је филмски и телевизијски глумац, писац, композитор, комичар и редитељ.
На почетку каријере учествовао је у неколико серија, укључујући Play for Today 1975. Међу његовим делима су: Непристојна понуда, Покахонтас, Госпођа Браун, Свеци против мафије, Бели олеандер, Последњи самурај, Серија несрећних догађаја Лемонија Сникета, Гарфилд 2, Сезона лова, Досије икс: Желим да верујем, Храбра Мерида и Хобит: Битка пет армија.